# ولید رزق
ولید رزق (انگلیسی: Walid Rezk؛ زادهٔ ۱۹ ژوئیهٔ ۱۹۷۴) بازیکن واترپلو اهل مصر بود.